# جاك هيكس
جاك هيكس (بالإنجليزية: Jack Hicks)‏ هو نحات أمريكي، ولد في 18 نوفمبر 1939 في دوبوك في الولايات المتحدة، وتوفي في 13 مارس 2008 في سولت ليك في الولايات المتحدة.